# Abdülmecid II

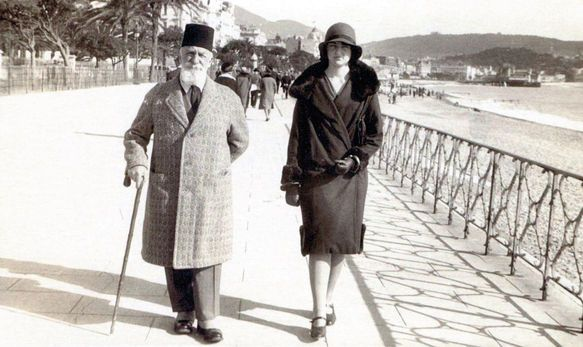
Abdülmecid y su hija Dürrüşehvar

Abdülmecid II (Beşiktaş, 29 de mayo de 1868-París, 23 de agosto de 1944) fue el último califa otomano. Fue elegido por la Asamblea Nacional de Turquía el 19 de noviembre de 1922 tras el destronamiento del último sultán, Mehmed VI. Sin embargo, la misma Asamblea abolió definitivamente el califato el 3 de marzo de 1924 y expulsó a Abdülmecid II y al resto de los miembros de la dinastía otomana de la ya República de Turquía.

## Biografía
Nació el 29 de mayo de 1868 en el Palacio de Dolmabahçe de Estambul del entonces sultán Abdülaziz. Fue educado de forma privada. El 4 de julio de 1918, su primo hermano Mehmed VI se convirtió en sultán y Abdul Mejid fue nombrado príncipe heredero. Tras la deposición de su primo el 1 de noviembre de 1922, el sultanato fue abolido. Pero el 19 de noviembre de 1922, el príncipe heredero fue elegido califa por la Asamblea Nacional Turca en Ankara. Se estableció en Estambul, el 24 de noviembre de 1922. El 3 de marzo de 1924, fue depuesto y expulsado de Turquía con el resto de su familia.
Le fue dado el título de general del ejército otomano y sirvió como presidente de la Sociedad del Artista Otomano. Un pintor en sí, sus retratos de Ludwig van Beethoven, Johann Wolfgang von Goethe y Selim I fueron exhibidos en la exhibición de Viena de 1918.
El 23 de diciembre de 1896, se casó por primera vez en el palacio Ortaköy con Şehsuvar Başkadınefendi (Estambul, 2 de mayo de 1881-París, 1945). Tuvieron un hijo, el príncipe Şehzade Ömer Faruk Efendi (27 de febrero de 1898-28 de marzo de 1969).
El 18 de junio de 1902, se casó por segunda vez en el palacio Ortaköy con Hayrünnisa Kadınefendi (Panderma, 2 de marzo de 1876-Niza, 3 de septiembre de 1936). Tuvieron una hija, la princesa Hatice Hayriye Ayşe Dürrüşehvar (26 de enero de 1914-7 de febrero de 2006).
El 16 de abril de 1912, se casó por tercera vez en el palacio Çamlıca con Atiye Mehisti Kadınefendi (Adapazarı, 27 de enero de 1892-Londres, 1964). Era hermana de Kamil Bey.
El 21 de marzo de 1921, se casó por cuarta vez en el palacio Çamlıca con Bihruz Kadınefendi (Esmirna, 24 de mayo de 1903).
El 23 de agosto de 1944, Abdul Mejid II falleció en su casa del Bulevar Suchet, en el XVI distrito de París (Francia). Fue enterrado en el Al-Baquí de Medina (Arabia Saudita).

## Títulos y tratamientos
Esta tabla aún no está actualizada. Puedes contribuir aportando información sobre títulos y tratamientos de esta persona.
| Predecesor: Mehmed VI (sultán y califa) | Califa otomano 1922-1924              | Sucesor: Califato abolido |
| Predecesor: Mehmed VI (en el exilio)    | Jefe de la dinastía Osmanlí 1926-1944 | Sucesor: Ahmed IV Nihad   |

- Datos: Q203768
- Multimedia: Abdül Mecid II / Q203768